# Street scrambler
Street scramblers zijn motorfietsen die in het einde van de jaren 1960 en in de jaren 1970 op de markt kwamen en vooral bestemd waren voor de Amerikaanse markt. Het waren aangepaste straatmodellen die wel leken op scramblers, maar nauwelijks geschikt waren voor het gebruik als terreinmotor. Ze hadden er wel de uiterlijke kenmerken van. Daar moet men zich echter niet te veel van voorstellen: uiterlijk waren voornamelijk de omhooggebogen uitlaten kenmerkend.
Tegenwoordig zou men ze indelen bij de allroad-motorfietsen. Als voorbeelden zijn te noemen de BSA A 50 Hornet Cyclone (1963), de BSA A 65 FS Firebird Scrambler (1971) en de Triumph Trophy-modellen.